# PSA World Tour 2021/22
Die PSA World Tour 2021/22 umfasst alle Squashturniere der Herren-Saison 2021/22 der PSA World Tour. Sie begann am 1. August 2021 und endete am 31. Juli 2022. Die nach dem Monat sortierte Übersicht zeigt den Ort des Turniers an, dessen Namen, das ausgeschüttete Gesamtpreisgeld, sowie den Sieger des Turniers. In der abschließenden Tabelle werden sämtliche Turniersieger nach der Menge ihrer Titel aufgelistet. Dabei ist es nicht relevant, welche Wertigkeit die vom Spieler gewonnenen Turniere besaßen, auch wenn eine entsprechende Erfassung erfolgt.
Die Saison 2021/22 bestand aus 167 Turnieren. Das Gesamtpreisgeld betrug 4.526.500 US-Dollar.

## Tourinformationen

### Anzahl nach Turnierserie
| Turnierserie | WM | Finals | Platinum | Gold | Silver | Bronze | Ch 30 | Ch 20 | Ch 10 | Ch 5 | Ch 3 |
| ------------ | -- | ------ | -------- | ---- | ------ | ------ | ----- | ----- | ----- | ---- | ---- |
| Anzahl       | 1  | 1      | 7        | 8    | 3      | 3      | 4     | 8     | 51    | 50   | 31   |
| Gesamt       | 1  | 8      | 8        | 14   | 14     | 14     | 144   | 144   | 144   | 144  | 144  |

## Turnierplan

### August
| Datum         | Ort                | Turnier                                        | Preisgeld | Sieger               |
| ------------- | ------------------ | ---------------------------------------------- | --------- | -------------------- |
| 06.08.–08.08. | Pontefract         | Global Pontefract Challenger 2021              | $ 3.000   | Sam Todd             |
| 07.08.–08.08. | Moskau             | Moscow Tour 2 2021                             | $ 1.500   | Wladislaw Titow      |
| 09.08.–13.08. | Manchester         | Manchester Open 2021                           | $ 85.000  | Diego Elías          |
| 12.08.–16.08. | Mexiko-Stadt       | Torneo Profesional Mexicano de Squash 2021     | $ 3.000   | Alfredo Ávila        |
| 14.08.–15.08. | London             | Squash Squared Cheam Classic 2021              | $ 1.500   | Simon Herbert        |
| 14.08.–18.08. | Kairo              | Egyptian Challenger Tour 2 2021                | $ 3.000   | Moustafa El Sirty    |
| 16.08.–18.08. | Edinburgh          | Scottish Circuit Event 2021                    | $ 3.000   | Rory Stewart         |
| 16.08.–22.08. | Kingston upon Hull | Allam British Open 2021                        | $ 175.000 | Paul Coll            |
| 17.08.–21.08. | Bogotá             | Colombian Open 2021                            | $ 6.000   | David Baillargeon    |
| 20.08.–22.08. | Sheffield          | AS Insurance Services Ltd NM Academy Open 2021 | $ 1.500   | Stuart MacGregor     |
| 20.08.–22.08. | Mönchengladbach    | Elan Vital Open 2021                           | $ 1.500   | Sébastien Bonmalais  |
| 20.08.–22.08. | Amsterdam          | Squash Eredvisie - Speelronde 6 2021           | $ 1.500   | Martin Švec          |
| 22.08.–27.08. | London             | Squash Squared TWC Open 2021                   | $ 6.000   | Richie Fallows       |
| 23.08.–26.08. | Chennai            | SRFI Indian Tour Chennai 3 2021                | $ 6.000   | Velavan Senthilkumar |
| 27.08.–29.08. | Böblingen          | Schräglage Open 2021                           | $ 3.000   | Robert Downer        |
| 27.08.–31.08. | Islamabad          | Combaxx Sports PSF Championship 2021           | $ 6.000   | Nasir Iqbal          |
| 29.08.–02.09. | Montreal           | Squash Quebec Open 2021                        | $ 3.000   | David Baillargeon    |

### September
| Datum         | Ort           | Turnier                                  | Preisgeld | Sieger               |
| ------------- | ------------- | ---------------------------------------- | --------- | -------------------- |
| 04.09.–05.09. | Moskau        | Moscow Tour III 2021                     | $ 1.500   | Walerij Fedoruk      |
| 04.09.–07.09. | Greater Noida | SRFI Indian Tour Noida 2021              | $ 3.000   | Velavan Senthilkumar |
| 08.09.–12.09. | Madeira       | Madeira International Open 2021          | $ 12.000  | Moustafa El Sirty    |
| 08.09.–12.09. | Marietta      | South State Bank Marietta Open 2021      | $ 22.500  | Victor Crouin        |
| 10.09.–17.09. | Kairo         | CIB Egyptian Open 2021                   | $ 295.000 | Ali Farag            |
| 14.09.–18.09. | London        | Nash Cup 2021                            | $ 12.000  | Auguste Dussourd     |
| 15.09.–19.09. | Graz          | Heroes Graz Open 2021                    | $ 12.000  | Moustafa El Sirty    |
| 19.09.–20.09. | Yokohama      | Dynam Cup SQ-Cube Open 2021              | $ 3.000   | Ryūnosuke Tsukue     |
| 21.09.–25.09. | Bremen        | Bremer Schlüssel 2021                    | $ 6.000   | Bernat Jaume         |
| 22.09.–26.09. | Inverness     | Springfield Scottish Open 2021           | $ 12.000  | Sébastien Bonmalais  |
| 22.09.–26.09. | Cincinnati    | TH Quinn Cincinnati Queen City Open 2021 | $ 12.000  | Nathan Lake          |
| 23.09.–27.09. | San Francisco | Oracle Netsuite Open 2021                | $ 121.000 | Ali Farag            |
| 25.09.–29.09. | Kairo         | Egyptian Challenger Tour 4 2021          | $ 12.000  | Karim El Hammamy     |
| 28.09.–01.10. | Kuala Lumpur  | SRAM PSA 5 2021                          | $ 6.000   | Ivan Yuen            |
| 30.09.–03.10. | Boston        | Equinox Boston Open 2021                 | $ 12.000  | Marwan Tarek         |

### Oktober
| Datum         | Ort          | Turnier                                             | Preisgeld | Sieger            |
| ------------- | ------------ | --------------------------------------------------- | --------- | ----------------- |
| 01.10.–03.10. | Rockhampton  | Rockhampton Open 2021                               | $ 1.500   | Rhys Dowling      |
| 01.10.–06.10. | Philadelphia | U.S. Open 2021                                      | $ 150.000 | Mostafa Asal      |
| 07.10.–11.10. | Cleveland    | Cleveland Skating Club Open 2021                    | $ 30.000  | Adrian Waller     |
| 11.10.–15.10. | Islamabad    | CAS International Squash Championships 2021         | $ 30.000  | Moustafa El Sirty |
| 16.10.–19.10. | Moskau       | Moscow Open 2021                                    | $ 6.000   | Juan Vargas       |
| 17.10.–23.10. | Doha         | Qatar QTerminals Classic 2021                       | $ 187.500 | Diego Elías       |
| 20.10.–23.10. | Gibraltar    | Gibraltar Open 2021                                 | $ 6.000   | Nick Wall         |
| 20.10.–24.10. | Toronto      | Oxford Properties Canadian Senior Championship 2021 | $ 6.000   | David Baillargeon |
| 20.10.–24.10. | Dhaka        | Bangabandu Ispahani Tournament 2021                 | $ 6.000   | Yassin Elshafei   |
| 20.10.–24.10. | Houston      | Novum Energy Texas Open 2021                        | $ 12.000  | Rory Stewart      |
| 22.10.–24.10. | Macclesfield | Holmes Naden Prestbury Open 2021                    | $ 1.500   | Curtis Malik      |
| 27.10.–30.10. | Kuala Lumpur | SRAM PSA 6 2021                                     | $ 6.000   | Ivan Yuen         |
| 27.10.–31.10. | Uster        | Swiss Open 2021                                     | $ 6.000   | Nick Wall         |
| 27.10.–31.10. | Houston      | HSC Open 2021                                       | $ 20.000  | Victor Crouin     |

### November
| Datum         | Ort                | Turnier                                             | Preisgeld | Sieger            |
| ------------- | ------------------ | --------------------------------------------------- | --------- | ----------------- |
| 02.11.–06.11. | Lagord             | PSA Lagord Tennis Squash Open 2021                  | $ 12.000  | Mazen Gamal       |
| 02.11.–06.11. | Karatschi          | CNS International 2021                              | $ 20.000  | Moustafa El Sirty |
| 03.11.–07.11. | Manchester         | Northern Joe Cup 2021                               | $ 3.000   | Nick Wall         |
| 03.11.–07.11. | Quebec             | PSA Gatineau Challenger 2021                        | $ 3.000   | Nick Sachvie      |
| 05.11.–07.11. | Exeter             | Exeter Golf & Country Club Open 2021                | $ 3.000   | Tom Walsh         |
| 06.11.–09.11. | Johor Bahru        | SRAM PSA 7 2021                                     | $ 6.000   | Ivan Yuen         |
| 08.11.–12.11. | Niort              | Open International Niort Venise Verte 2021          | $ 12.000  | Auguste Dussourd  |
| 11.11.–14.11. | Lysaker            | Capra Baerum Open 2021                              | $ 12.000  | Moustafa El Sirty |
| 14.11.–19.11. | London             | Canary Wharf Classic 2021                           | $ 100.000 | Paul Coll         |
| 15.11.–19.11. | Brno               | Czech Open 2021                                     | $ 12.000  | Nicolas Müller    |
| 16.11.–18.11. | Angers             | PSA Angers Open 2021                                | $ 3.000   | Leandro Romiglio  |
| 17.11.–21.11. | London             | London Open 2021                                    | $ 20.000  | James Willstrop   |
| 17.11.–21.11. | Guatemala-Stadt    | 1st 10K PSA Guatemala Open 2021                     | $ 6.000   | Ronald Palomino   |
| 18.11.–21.11. | São Caetano do Sul | Head São Caetano do Sul Open 2021                   | $ 1.500   | Gonzalo Pujol     |
| 19.11.–21.11. | London             | David Lloyd Open 2021                               | $ 3.000   | James Peach       |
| 19.11.–21.11. | Cluj-Napoca        | Romanian Open 2021                                  | $ 6.000   | Balázs Farkas     |
| 23.11.–27.11. | Sutton Coldfield   | Aston & Fincher Sutton Coldfield International 2021 | $ 6.000   | Sam Todd          |
| 23.11.–27.11. | Kuala Lumpur       | Malaysian Open Squash Championships 2021            | $ 50.000  | Saurav Ghosal     |
| 24.11.–28.11. | Cognac             | Cognac Open 2021                                    | $ 6.000   | Iván Pérez        |
| 28.11.–02.12. | Prag               | Czech Pro Series V 2021                             | $ 6.000   | Benjamin Aubert   |
| 30.11.–04.12. | Alexandria         | CIB Egyptian Challenger Tour 2021                   | $ 20.000  | Moustafa El Sirty |

### Dezember
| Datum         | Ort                   | Turnier                                           | Preisgeld | Sieger               |
| ------------- | --------------------- | ------------------------------------------------- | --------- | -------------------- |
| 01.12.–04.12. | Hongkong              | KCC HK Challenge Cup 2021                         | $ 3.000   | Harley Lam           |
| 01.12.–05.12. | Edinburgh             | Commercial Water Solutions Grange Challenger 2021 | $ 6.000   | Curtis Malik         |
| 01.12.–05.12. | Rio de Janeiro        | PAC Open 2021                                     | $ 6.000   | Guilherme Melo       |
| 08.12.–12.12. | Lockerbie             | Lockerbie Challenge 2021                          | $ 6.000   | Nick Wall            |
| 08.12.–12.12. | Guatemala-Stadt       | Guatemala Open 2021                               | $ 6.000   | Leonel Cárdenas      |
| 09.12.–11.12. | Dubai                 | MST Dubai Series 2021                             | $ 3.000   | Sandeep Ramachandran |
| 10.12.–11.12. | Málaga                | Costa del Sol Open 2021                           | $ 1.500   | Hugo Varela          |
| 09.12.–12.12. | São Paulo             | X5 Open 2021                                      | $ 1.500   | Diego Gobbi          |
| 12.12.–20.12. | Kairo                 | CIB Squash Open Black Ball 2021                   | $ 112.500 | Paul Coll            |
| 15.12.–18.12. | Royal Tunbridge Wells | Colin Payne Kent Open 2021                        | $ 3.000   | Curtis Malik         |
| 15.12.–19.12. | Guatemala-Stadt       | 3rd Guatemala Open 2021                           | $ 6.000   | Leonel Cárdenas      |
| 16.12.–19.12. | Hamburg               | Sportwerk Open 2021                               | $ 6.000   | Auguste Dussourd     |
| 16.12.–19.12. | The Plains            | PSA Wakefield Open 2021                           | $ 6.000   | Nathan Lake          |
| 16.12.–19.12. | Ostrava               | Czech Pro Series VI 2021                          | $ 6.000   | Leandro Romiglio     |
| 20.12.–23.12. | Palencia              | RFES Spanish Open 2021                            | $ 6.000   | Iker Pajares         |
| 20.12.–23.12. | Hongkong              | Hong Kong Football Club PSA 2021                  | $ 3.000   | Wong Chi-Him         |
| 20.12.–23.12. | Doha                  | QSF No.3 2021                                     | $ 12.000  | Yahya Elnawasany     |
| 20.12.–23.12. | Toronto               | Cricket Club Open 2021                            | $ 6.000   | Andrew Douglas       |
| 21.12.–25.12. | Lahore                | Punjab International Open 2021                    | $ 6.000   | Asim Khan            |
| 23.12.–25.12. | Dubai                 | Dubai Series II 2021                              | $ 3.000   | Sandeep Ramachandran |
| 26.12.–29.12. | Doha                  | QSF No.4 2021                                     | $ 12.000  | Yahya Elnawasany     |
| 27.12.–31.12. | Lahore                | CM Punjab International Open 2021                 | $ 6.000   | Tayyab Aslam         |

### Januar
| Datum         | Ort     | Turnier                                     | Preisgeld | Sieger           |
| ------------- | ------- | ------------------------------------------- | --------- | ---------------- |
| 04.01.–09.01. | Houston | Houston Open 2022                           | $ 100.000 | Ali Farag        |
| 26.01.–30.01. | Chicago | The Sturbridge Capital Motor City Open 2022 | $ 80.000  | Diego Elías      |
| 28.01.–30.01. | Nancy   | PSA Challenger Le Reve Nancy 2022           | $ 3.000   | Yannick Wilhelmi |

### Februar
| Datum         | Ort                    | Turnier                                             | Preisgeld | Sieger             |
| ------------- | ---------------------- | --------------------------------------------------- | --------- | ------------------ |
| 03.02.–06.02. | Philadelphia           | EM Noll Classic 2022                                | $ 6.000   | Sam Todd           |
| 05.02.–08.02. | Santiago de Compostela | Santiago Open 2022                                  | $ 6.000   | Edmon López        |
| 11.02.–13.02. | Saitama                | Aida Sekkei Greetings Championship 2022             | $ 6.000   | Ryūnosuke Tsukue   |
| 16.02.–19.02. | Boynton Beach          | Kinetic Challenger Presented by Sundip Murthy 2022  | $ 3.000   | Tom Walsh          |
| 16.02.–20.02. | Washington, D.C.       | Squash On Fire Open 2022                            | $ 50.000  | Mohamed Elshorbagy |
| 17.02.–20.02. | Coffs Harbour          | Roberts & Morrow North Coast Open 2022              | $ 6.000   | Rex Hedrick        |
| 17.02.–21.02. | Uster                  | 3rd Silvester Trophy 2022                           | $ 3.000   | Simon Herbert      |
| 22.02.–26.02. | Guatemala-Stadt        | Guatemala Open 2022                                 | $ 6.000   | Alfredo Ávila      |
| 23.02.–02.03. | Chicago                | Windy City Open Presented by the Walter Family 2022 | $ 250.000 | Paul Coll          |
| 24.02.–27.02. | Negeri Sembilan        | PSNS President’s Trophy 2022                        | $ 6.000   | Darren Pragasam    |
| 25.02.–27.02. | Doncaster              | Doncaster Cup 2022                                  | $ 3.000   | Nick Wall          |
| 26.02.–01.03. | Islamabad              | PSF Squash Circuit 1 2022                           | $ 6.000   | Farhan Mehboob     |

### März
| Datum         | Ort                | Turnier                                                    | Preisgeld | Sieger            |
| ------------- | ------------------ | ---------------------------------------------------------- | --------- | ----------------- |
| 01.03.–04.03. | Teheran            | Commemoration Of The Martyrs Of The Iranian Navy Army 2022 | $ 3.000   | Alireza Shameli   |
| 01.03.–05.03. | Odense             | Odense Open 2022                                           | $ 12.000  | Balázs Farkas     |
| 01.03.–05.03. | Guatemala-Stadt    | 2nd Guatemala Open 2022                                    | $ 12.000  | Charlie Lee       |
| 06.03.–09.03. | Teheran            | Zahra Dental Clinic Open 2022                              | $ 3.000   | Alireza Shameli   |
| 06.03.–11.03. | London             | Optasia Championships 2022                                 | $ 109.000 | Ali Farag         |
| 13.03.–18.03. | London             | Gillenmarkets Canary Wharf Classic 2022                    | $ 110.000 | Fares Dessouki    |
| 15.03.–19.03. | Karatschi          | Karachi Open Squash Championships 2022                     | $ 52.500  | Karim Abdel Gawad |
| 17.03.–20.03. | Val-de-Reuil       | Val de Reuil Normandie 2022                                | $ 6.000   | Leandro Romiglio  |
| 18.03.–22.03. | Chittagong         | Bangamata Squash Tournament 2022                           | $ 6.000   | Yassin Elshafei   |
| 24.03.–26.03. | Liverpool          | Liverpool Cricket Club Open 2022                           | $ 6.000   | Rory Stewart      |
| 26.03.–30.03. | Islamabad          | DHA Islamabad International Squash Championship 2022       | $ 12.000  | Asim Khan         |
| 28.03.–03.04. | Kingston upon Hull | Allam British Open 2022                                    | $ 180.000 | Paul Coll         |
| 30.03.–02.04. | St. Catharines     | White Oaks Classic 2022                                    | $ 6.000   | Daniel Mekbib     |

### April
| Datum         | Ort           | Turnier                                              | Preisgeld | Sieger                 |
| ------------- | ------------- | ---------------------------------------------------- | --------- | ---------------------- |
| 05.04.–09.04. | Kriens        | Sekisui Open 2022                                    | $ 12.000  | Charlie Lee            |
| 05.04.–09.04. | Birmingham    | University of Birmingham Open 2022                   | $ 6.000   | Ibrahim Elkabbani      |
| 06.04.–10.04. | Rochester     | Rochester ProAm 2022                                 | $ 6.000   | Aly Hussein            |
| 07.04.–10.04. | Breda         | Bress Breda Open 2022                                | $ 3.000   | Ben Smith              |
| 11.04.–15.04. | Calgary       | Oxford Properties Canadian Open 2022                 | $ 12.000  | Nick Wall              |
| 13.04.–18.04. | Manchester    | Manchester Open 2022                                 | $ 77.500  | Joel Makin             |
| 18.04.–21.04. | Doha          | QSF 2 2022                                           | $ 6.000   | Asim Khan              |
| 19.04.–23.04. | Dublin        | Cannon Kirk Irish Squash Open 2022                   | $ 30.000  | Greg Lobban            |
| 20.04.–24.04. | Winnipeg      | Qualico Manitoba Open 2022                           | $ 12.000  | Nick Wall              |
| 20.04.–24.04. | Atlanta       | Life Time Atlanta Open 2022                          | $ 12.000  | Abdulla Mohd Al Tamimi |
| 21.04.–24.04. | Edmonton      | Setanta Edmonton Squash Club Open 2022               | $ 3.000   | Tang Ming-Hong         |
| 27.04.–30.04. | New York City | J. P. Morgan Tournament of Champions Challenger 2022 | $ 12.000  | Timothy Brownell       |

### Mai
| Datum         | Ort           | Turnier                                   | Preisgeld | Sieger                 |
| ------------- | ------------- | ----------------------------------------- | --------- | ---------------------- |
| 01.05.–07.05. | New York City | J. P. Morgan Tournament of Champions 2022 | $ 115.000 | Ali Farag              |
| 03.05.–07.05. | Devonshire    | Bermuda Open 2022                         | $ 12.000  | Juan Vargas            |
| 04.05.–07.05. | Lorient       | Archi Factory Open Lorient 2022           | $ 6.000   | Abhay Singh            |
| 12.05.–15.05. | São Paulo     | Esporte Clube Pinheiros Open 2022         | $ 6.000   | Josué Enríquez         |
| 12.05.–15.05. | Dallas        | Life Time Dallas Open 2022                | $ 12.000  | Andrew Douglas         |
| 13.05.–14.05. | Bielsko-Biała | Polskisquash Enjoy Open Challenger 3 2022 | $ 3.000   | Daniel Poleshchuk      |
| 13.05.–15.05. | Auckland      | Barfoot & Thompson Panmure Open 2022      | $ 3.000   | Lwamba Chileshe        |
| 13.05.–22.05. | Kairo         | Squash-Weltmeisterschaft 2021/22          | $ 550.000 | Ali Farag              |
| 18.05.–21.05. | Boston        | NTA Squash Classic 2022                   | $ 12.000  | Curtis Malik           |
| 19.05.–22.05. | Auckland      | Barfoot & Thompson Auckland Open 2022     | $ 6.000   | Lwamba Chileshe        |
| 20.05.–24.05. | Doha          | QSF 3 2022                                | $ 20.000  | Abdulla Mohd Al Tamimi |
| 26.05.–29.05. | Mexiko-Stadt  | 2nd Squash Inn Classic 2022               | $ 3.000   | Alejandro Enríquez     |
| 27.05.–29.05. | Yokohama      | Dynam Cup PSA Sq-Cube Open Open 2022      | $ 6.000   | Ryūnosuke Tsukue       |
| 27.05.–03.06. | el-Guna       | El Gouna International 2022               | $ 180.000 | Mostafa Asal           |
| 31.05.–04.06. | Resistencia   | PSA Regatas Resistencia Open 2022         | $ 12.000  | Ronald Palomino        |

### Juni
| Datum         | Ort              | Turnier                                         | Preisgeld | Sieger             |
| ------------- | ---------------- | ----------------------------------------------- | --------- | ------------------ |
| 01.06.–05.06. | Andorra la Vella | PSA Anyospark 2022                              | $ 6.000   | Edmon López        |
| 02.06.–05.06. | Johannesburg     | Assore/Balwin Johannesburg Open 2022            | $ 3.000   | Dewald van Niekerk |
| 03.06.–05.06. | Kalgoorlie       | Hydroblasting Kalgoorlie Golden Open 2022       | $ 3.000   | Rhys Dowling       |
| 07.06.–11.06. | Grand Baie       | Necker Mauritius Open 2022                      | $ 110.000 | Diego Elías        |
| 11.06.–12.06. | Bielsko-Biała    | Polskisquash Enjoy Open Challenger 3 II 2022    | $ 3.000   | Daniel Poleshchuk  |
| 15.06.–19.06. | Bogotá           | Abierto Colombiano Club la Pradera 2022         | $ 6.000   | Alfredo Ávila      |
| 16.06.–18.06. | Whanganui        | Central Open PSA - Whanganui 2022               | $ 6.000   | Lwamba Chileshe    |
| 20.06.–24.06. | Doha             | QSF 4 2022                                      | $ 30.000  | Victor Crouin      |
| 21.06.–25.06. | Tortola          | Carey Olsen Tortola Classic 2022                | $ 12.000  | Balázs Farkas      |
| 21.06.–26.06. | Kairo            | PSA World Tour Finals 2021/22                   | $ 200.000 | Mostafa Asal       |
| 28.06.–02.07. | Seremban         | Tuanku Muhriz Trophy 2022                       | $ 12.000  | Abhay Singh        |
| 29.06.–02.07. | Carlisle         | Carlisle Squash Club 50th Anniversary Open 2022 | $ 6.000   | Iván Pérez         |
| 29.06.–03.07. | Houston          | HSC Open 2022                                   | $ 6.000   | Arturo Salazar     |
| 30.06.–03.07. | Bendigo          | City of Greater Bendigo International 2022      | $ 3.000   | Bryan Lim          |
| 30.06.–03.07. | Hove             | Hove Ampito Squash Open 2022                    | $ 12.000  | Curtis Malik       |

### Juli
| Datum         | Ort          | Turnier                                       | Preisgeld | Sieger         |
| ------------- | ------------ | --------------------------------------------- | --------- | -------------- |
| 06.07.–09.07. | Salzburg     | Austrian Open 2022                            | $ 6.000   | James Peach    |
| 07.07.–10.07. | Shepparton   | City of Greater Shepparton International 2022 | $ 3.000   | Hafiz Zhafri   |
| 07.07.–10.07. | Berkhamstead | Berkhamstead Linksap Open 2022                | $ 12.000  | Joe Lee        |
| 13.07.–16.07. | Gibraltar    | Gibraltar Open 2022                           | $ 6.000   | Edmon López    |
| 13.07.–17.07. | Melbourne    | Victoria Open 2022                            | $ 6.000   | Rex Hedrick    |
| 13.07.–17.07. | Johns Creek  | Life Time Optimus BT Johns Creek Open 2022    | $ 12.000  | Arturo Salazar |
| 21.07.–24.07. | Böblingen    | Schräglage Squash Open 2022                   | $ 6.000   | Aqeel Rehman   |
| 29.07.–02.08. | Manchester   | The Northern Joe Cup 2022                     | $ 6.000   | Curtis Malik   |

## Turniersieger
| Platz | Spieler                | Siege | WM | Finals | Platinum | Gold | Silver | Bronze | Ch 30 | Ch 20 | Ch 10 | Ch 5 | Ch 3 |
| ----- | ---------------------- | ----- | -- | ------ | -------- | ---- | ------ | ------ | ----- | ----- | ----- | ---- | ---- |
| 1.    | Moustafa El Sirty      | 7     |    |        |          |      |        |        | 1     | 2     | 3     | 1    |      |
| 1.    | Nick Wall              | 7     |    |        |          |      |        |        |       |       | 2     | 4    | 1    |
| 3.    | Ali Farag              | 6     | 1  |        | 1        | 4    |        |        |       |       |       |      |      |
| 3.    | Curtis Malik           | 6     |    |        |          |      |        |        |       |       | 2     | 2    | 2    |
| 5.    | Paul Coll              | 5     |    |        | 3        | 2    |        |        |       |       |       |      |      |
| 6.    | Diego Elías            | 4     |    |        | 1        | 1    | 2      |        |       |       |       |      |      |
| 7.    | Mostafa Asal           | 3     |    | 1      | 2        |      |        |        |       |       |       |      |      |
| 7.    | Alfredo Ávila          | 3     |    |        |          |      |        |        |       |       |       | 3    |      |
| 7.    | David Baillargeon      | 3     |    |        |          |      |        |        |       |       | 2     | 1    |      |
| 7.    | Lwamba Chileshe        | 3     |    |        |          |      |        |        |       |       |       | 2    | 1    |
| 7.    | Victor Crouin          | 3     |    |        |          |      |        |        | 1     | 2     |       |      |      |
| 7.    | Auguste Dussourd       | 3     |    |        |          |      |        |        |       |       | 3     |      |      |
| 7.    | Balázs Farkas          | 3     |    |        |          |      |        |        |       |       | 2     | 1    |      |
| 7.    | Asim Khan              | 3     |    |        |          |      |        |        |       |       | 2     | 1    |      |
| 7.    | Edmon López            | 3     |    |        |          |      |        |        |       |       |       |      | 3    |
| 7.    | Leandro Romiglio       | 3     |    |        |          |      |        |        |       |       | 1     | 1    | 1    |
| 7.    | Rory Stewart           | 3     |    |        |          |      |        |        |       |       | 1     | 2    |      |
| 7.    | Sam Todd               | 3     |    |        |          |      |        |        |       |       |       | 3    |      |
| 7.    | Ryūnosuke Tsukue       | 3     |    |        |          |      |        |        |       |       |       | 3    |      |
| 7.    | Ivan Yuen              | 3     |    |        |          |      |        |        |       |       | 3     |      |      |
| 21.   | Abdulla Mohd Al Tamimi | 2     |    |        |          |      |        |        |       | 1     | 1     |      |      |
| 21.   | Sébastien Bonmalais    | 2     |    |        |          |      |        |        |       |       | 1     |      | 1    |
| 21.   | Leonel Cárdenas        | 2     |    |        |          |      |        |        |       |       |       | 2    |      |
| 21.   | Andrew Douglas         | 2     |    |        |          |      |        |        |       |       | 2     |      |      |
| 21.   | Rhys Dowling           | 2     |    |        |          |      |        |        |       |       |       |      | 2    |
| 21.   | Yahya Elnawasany       | 2     |    |        |          |      |        |        |       |       | 2     |      |      |
| 21.   | Yassin Elshafei        | 2     |    |        |          |      |        |        |       |       |       | 2    |      |
| 21.   | Rex Hedrick            | 2     |    |        |          |      |        |        |       |       | 1     | 1    |      |
| 21.   | Simon Herbert          | 2     |    |        |          |      |        |        |       |       |       | 1    | 1    |
| 21.   | Nathan Lake            | 2     |    |        |          |      |        |        |       |       |       | 2    |      |
| 21.   | Charlie Lee            | 2     |    |        |          |      |        |        |       |       | 2     |      |      |
| 21.   | Ronald Palomino        | 2     |    |        |          |      |        |        |       |       | 2     |      |      |
| 21.   | James Peach            | 2     |    |        |          |      |        |        |       |       |       | 1    | 1    |
| 21.   | Iván Pérez             | 2     |    |        |          |      |        |        |       |       |       | 2    |      |
| 21.   | Daniel Poleshchuk      | 2     |    |        |          |      |        |        |       |       |       |      | 2    |
| 21.   | Sandeep Ramachandran   | 2     |    |        |          |      |        |        |       |       |       | 2    |      |
| 21.   | Arturo Salazar         | 2     |    |        |          |      |        |        |       |       | 1     | 1    |      |
| 21.   | Velavan Senthilkumar   | 2     |    |        |          |      |        |        |       |       | 1     | 1    |      |
| 21.   | Alireza Shameli        | 2     |    |        |          |      |        |        |       |       |       |      | 2    |
| 21.   | Abhay Singh            | 2     |    |        |          |      |        |        |       |       | 1     | 1    |      |
| 21.   | Juan Vargas            | 2     |    |        |          |      |        |        |       |       |       | 1    | 1    |
| 21.   | Tom Walsh              | 2     |    |        |          |      |        |        |       |       |       |      | 2    |
| 43.   | Adrian Waller          | 1     |    |        |          |      |        |        | 1     |       |       |      |      |
| 43.   | Tayyab Aslam           | 1     |    |        |          |      |        |        |       |       | 1     |      |      |
| 43.   | Benjamin Aubert        | 1     |    |        |          |      |        |        |       |       | 1     |      |      |
| 43.   | Timothy Brownell       | 1     |    |        |          |      |        |        |       |       | 1     |      |      |
| 43.   | Fares Dessouki         | 1     |    |        |          | 1    |        |        |       |       |       |      |      |
| 43.   | Robert Downer          | 1     |    |        |          |      |        |        |       |       |       | 1    |      |
| 43.   | Karim El Hammamy       | 1     |    |        |          |      |        |        |       | 1     |       |      |      |
| 43.   | Ibrahim Elkabbani      | 1     |    |        |          |      |        |        |       |       |       | 1    |      |
| 43.   | Mohamed Elshorbagy     | 1     |    |        |          |      |        | 1      |       |       |       |      |      |
| 43.   | Alejandro Enríquez     | 1     |    |        |          |      |        |        |       |       |       |      | 1    |
| 43.   | Josué Enríquez         | 1     |    |        |          |      |        |        |       |       |       | 1    |      |
| 43.   | Richie Fallows         | 1     |    |        |          |      |        |        |       |       | 1     |      |      |
| 43.   | Walerij Fedoruk        | 1     |    |        |          |      |        |        |       |       |       |      | 1    |
| 43.   | Mazen Gamal            | 1     |    |        |          |      |        |        |       |       | 1     |      |      |
| 43.   | Karim Abdel Gawad      | 1     |    |        |          |      |        | 1      |       |       |       |      |      |
| 43.   | Saurav Ghosal          | 1     |    |        |          |      |        | 1      |       |       |       |      |      |
| 43.   | Diego Gobbi            | 1     |    |        |          |      |        |        |       |       |       |      | 1    |
| 43.   | Aly Hussein            | 1     |    |        |          |      |        |        |       |       |       | 1    |      |
| 43.   | Nasir Iqbal            | 1     |    |        |          |      |        |        |       |       | 1     |      |      |
| 43.   | Bernat Jaume           | 1     |    |        |          |      |        |        |       |       | 1     |      |      |
| 43.   | Harley Lam             | 1     |    |        |          |      |        |        |       |       |       | 1    |      |
| 43.   | Joe Lee                | 1     |    |        |          |      |        |        |       |       | 1     |      |      |
| 43.   | Bryan Lim              | 1     |    |        |          |      |        |        |       |       |       |      | 1    |
| 43.   | Greg Lobban            | 1     |    |        |          |      |        |        | 1     |       |       |      |      |
| 43.   | Stuart MacGregor       | 1     |    |        |          |      |        |        |       |       |       |      | 1    |
| 43.   | Joel Makin             | 1     |    |        |          |      | 1      |        |       |       |       |      |      |
| 43.   | Farhan Mehboob         | 1     |    |        |          |      |        |        |       |       |       | 1    |      |
| 43.   | Daniel Mekbib          | 1     |    |        |          |      |        |        |       |       |       | 1    |      |
| 43.   | Guilherme Melo         | 1     |    |        |          |      |        |        |       |       | 1     |      |      |
| 43.   | Nicolas Müller         | 1     |    |        |          |      |        |        |       | 1     |       |      |      |
| 43.   | Iker Pajares           | 1     |    |        |          |      |        |        |       |       | 1     |      |      |
| 43.   | Darren Pragasam        | 1     |    |        |          |      |        |        |       |       |       | 1    |      |
| 43.   | Gonzalo Pujol          | 1     |    |        |          |      |        |        |       |       |       |      | 1    |
| 43.   | Aqeel Rehman           | 1     |    |        |          |      |        |        |       |       |       | 1    |      |
| 43.   | Nick Sachvie           | 1     |    |        |          |      |        |        |       |       |       | 1    |      |
| 43.   | Ben Smith              | 1     |    |        |          |      |        |        |       |       |       |      | 1    |
| 43.   | Martin Švec            | 1     |    |        |          |      |        |        |       |       |       |      | 1    |
| 43.   | Tang Ming-Hong         | 1     |    |        |          |      |        |        |       |       |       |      | 1    |
| 43.   | Marwan Tarek           | 1     |    |        |          |      |        |        |       |       | 1     |      |      |
| 43.   | Wladislaw Titow        | 1     |    |        |          |      |        |        |       |       |       |      | 1    |
| 43.   | Dewald van Niekerk     | 1     |    |        |          |      |        |        |       |       |       |      | 1    |
| 43.   | Hugo Varela            | 1     |    |        |          |      |        |        |       |       |       |      | 1    |
| 43.   | Yannick Wilhelmi       | 1     |    |        |          |      |        |        |       |       |       |      | 1    |
| 43.   | James Willstrop        | 1     |    |        |          |      |        |        |       | 1     |       |      |      |
| 43.   | Wong Chi-Him           | 1     |    |        |          |      |        |        |       |       |       |      | 1    |
| 43.   | Hafiz Zhafri           | 1     |    |        |          |      |        |        |       |       |       |      | 1    |

## Nationenwertung
| Platz | Nation             | Siege | WM | Finals | Platinum | Gold | Silver | Bronze | Ch 30 | Ch 20 | Ch 10 | Ch 5 | Ch 3 |
| ----- | ------------------ | ----- | -- | ------ | -------- | ---- | ------ | ------ | ----- | ----- | ----- | ---- | ---- |
| 1.    | England            | 33    |    |        |          |      |        |        | 1     | 1     | 10    | 12   | 9    |
| 2.    | Ägypten            | 28    | 1  | 1      | 3        | 5    |        | 2      | 1     | 3     | 7     | 5    |      |
| 3.    | Frankreich         | 9     |    |        |          |      |        |        | 1     | 2     | 5     |      | 1    |
| 4.    | Neuseeland         | 8     |    |        | 3        | 2    |        |        |       |       |       | 2    | 1    |
| 4.    | Spanien            | 8     |    |        |          |      |        |        |       |       | 2     | 5    | 1    |
| 6.    | Indien             | 7     |    |        |          |      |        | 1      |       |       | 2     | 2    | 2    |
| 6.    | Mexiko             | 7     |    |        |          |      |        |        |       |       | 3     | 4    |      |
| 8.    | Malaysia           | 6     |    |        |          |      |        |        |       |       | 3     | 1    | 2    |
| 8.    | Pakistan           | 6     |    |        |          |      |        |        |       |       | 4     | 2    |      |
| 10.   | Argentinien        | 4     |    |        |          |      |        |        |       |       | 1     | 1    | 2    |
| 10.   | Australien         | 4     |    |        |          |      |        |        |       |       | 1     | 1    | 2    |
| 10.   | Kolumbien          | 4     |    |        |          |      |        |        |       |       | 3     | 1    |      |
| 10.   | Kanada             | 4     |    |        |          |      |        |        |       |       | 2     | 2    |      |
| 10.   | Peru               | 4     |    |        | 1        | 1    | 2      |        |       |       |       |      |      |
| 10.   | Schottland         | 4     |    |        |          |      |        |        | 1     |       | 1     | 2    |      |
| 16.   | Hongkong           | 3     |    |        |          |      |        |        |       |       |       | 1    | 2    |
| 16.   | Japan              | 3     |    |        |          |      |        |        |       |       |       | 3    |      |
| 16.   | Ungarn             | 3     |    |        |          |      |        |        |       |       | 2     | 1    |      |
| 16.   | Vereinigte Staaten | 3     |    |        |          |      |        |        |       |       | 3     |      |      |
| 20.   | Brasilien          | 2     |    |        |          |      |        |        |       |       | 1     |      | 1    |
| 20.   | Guatemala          | 2     |    |        |          |      |        |        |       |       |       | 1    | 1    |
| 20.   | Iran               | 2     |    |        |          |      |        |        |       |       |       |      | 2    |
| 20.   | Israel             | 2     |    |        |          |      |        |        |       |       |       |      | 2    |
| 20.   | Katar              | 2     |    |        |          |      |        |        |       | 1     | 1     |      |      |
| 20.   | Schweiz            | 2     |    |        |          |      |        |        |       | 1     |       |      | 1    |
| 20.   | Tschechien         | 2     |    |        |          |      |        |        |       |       |       | 1    | 1    |
| 25.   | Österreich         | 1     |    |        |          |      |        |        |       |       |       | 1    |      |
| 25.   | Russland           | 1     |    |        |          |      |        |        |       |       |       |      | 1    |
| 25.   | Südafrika          | 1     |    |        |          |      |        |        |       |       |       |      | 1    |
| 25.   | Ukraine            | 1     |    |        |          |      |        |        |       |       |       |      | 1    |
| 25.   | Wales              | 1     |    |        |          |      | 1      |        |       |       |       |      |      |